# Tepoonjärvi
Tepoonjärvi är en sjö i Finland. Den ligger i kommunen Sysmä i landskapet Päijänne-Tavastland, i den södra delen av landet, 150 km norr om huvudstaden Helsingfors. Tepoonjärvi ligger 111,6 meter över havet. I omgivningarna runt Tepoonjärvi växer i huvudsak barrskog. Arean är 1,54 kvadratkilometer och strandlinjen är 11,6 kilometer lång. Sjön  ingår i Kymmene älvs huvudavrinningsområde. 